# Lijst van Eerste Kamerleden voor de ARP
Een overzicht van alle Eerste Kamerleden voor de Anti-Revolutionaire Partij (ARP).
| Eerste Kamerlid                                    | Begindatum        | Einddatum         |
| -------------------------------------------------- | ----------------- | ----------------- |
| Wil Albeda                                         | 20 september 1966 | 19 september 1977 |
| Hendrik Algra                                      | 23 juli 1946      | 15 september 1969 |
| Herman Amelink                                     | 10 november 1925  | 20 september 1926 |
| Anne Anema                                         | 20 september 1921 | 19 september 1960 |
| Maurits van Asch van Wijck                         | 2 december 1901   | 8 april 1910      |
| Maurits van Asch van Wijck                         | 25 januari 1933   | 8 maart 1947      |
| Titus van Asch van Wijck                           | 15 september 1896 | 1 augustus 1901   |
| Gijsbert d' Aumale van Hardenbroek van Hardenbroek | 18 mei 1910       | 17 september 1923 |
| Herman Bavinck                                     | 19 september 1911 | 29 juli 1921      |
| Lodewijk Willem Christiaan van den Berg            | 16 mei 1911       | 9 maart 1923      |
| Wiert Berghuis                                     | 3 maart 1959      | 9 mei 1971        |
| Wiert Berghuis                                     | 26 oktober 1971   | 19 september 1977 |
| Egbertus Johannes Beumer                           | 20 november 1945  | 4 oktober 1946    |
| Arend Biewenga Wzn.                                | 7 november 1946   | 26 juli 1948      |
| Johannes Beelaerts van Blokland                    | 20 december 1921  | 17 september 1923 |
| Piet Boukema                                       | 28 april 1970     | 31 mei 1976       |
| Paul Briët                                         | 13 april 1923     | 17 september 1923 |
| Paul Briët                                         | 20 januari 1925   | 19 september 1932 |
| Paul Briët                                         | 2 november 1932   | 22 juli 1946      |
| Jan Christiaanse                                   | 19 juni 1973      | 19 september 1977 |
| Schelto van Citters                                | 17 september 1929 | 12 maart 1942     |
| Hendrik Colijn                                     | 15 september 1914 | 10 november 1920  |
| Hendrik Colijn                                     | 23 september 1926 | 21 augustus 1929  |
| Hendrik Colijn                                     | 31 oktober 1939   | 18 september 1944 |
| Jelle Jelles Croles                                | 27 juli 1922      | 16 september 1929 |
| Isaäc Arend Diepenhorst                            | 15 juli 1952      | 14 april 1965     |
| Isaäc Arend Diepenhorst                            | 11 mei 1971       | 19 september 1977 |
| Pieter Diepenhorst                                 | 27 december 1920  | 22 juli 1946      |
| Timon Arnoldus van Dijken                          | 21 september 1965 | 19 september 1966 |
| Johannes Douwes                                    | 25 juli 1922      | 29 juni 1923      |
| Adrianus Arie van Eeten                            | 29 juni 1965      | 15 september 1969 |
| Pieter Elfferich                                   | 3 november 1959   | 4 juni 1963       |
| Pieter Elfferich                                   | 20 september 1966 | 19 september 1977 |
| Derck Engelberts                                   | 19 september 1893 | 13 januari 1897   |
| Herman Franssen                                    | 6 december 1904   | 20 september 1926 |
| Wilhelm Friedrich de Gaay Fortman                  | 20 september 1960 | 10 mei 1973       |
| Johannes Cornelis Haspels                          | 12 april 1960     | 4 juni 1963       |
| Karel van Heeckeren van Kell                       | 6 december 1905   | 19 september 1910 |
| Herman Jan Hellema                                 | 15 juli 1952      | 31 maart 1960     |
| Jan Hommes                                         | 4 juni 1947       | 26 juli 1948      |
| Pieter Cornelis 't Hooft                           | 27 december 1899  | 17 november 1921  |
| Willem Hovy                                        | 17 september 1901 | 26 februari 1915  |
| Alexander Willem Frederik Idenburg                 | 7 oktober 1920    | 19 december 1924  |
| Jacob de Jong Czn.                                 | 27 december 1966  | 9 april 1967      |
| Jan de Koning                                      | 16 september 1969 | 9 mei 1971        |
| Abraham Kuyper                                     | 16 september 1913 | 21 september 1920 |
| Constantijn Willem van Limburg Stirum              | 20 september 1904 | 29 augustus 1905  |
| Constant Maurits Ernst van Löben Sels              | 6 december 1905   | 24 juli 1914      |
| Christiaan Lucasse                                 | 24 november 1910  | 15 september 1913 |
| Christiaan Lucasse                                 | 13 april 1915     | 24 juli 1922      |
| Johannes Christiaan de Marez Oyens                 | 2 november 1910   | 2 augustus 1911   |
| Robert Melvil van Lynden                           | 19 september 1899 | 31 juli 1901      |
| Willem Rip                                         | 23 juli 1946      | 7 februari 1959   |
| Marinus Ruppert                                    | 6 november 1956   | 23 september 1959 |
| Jan Schipper                                       | 23 juli 1946      | 18 september 1965 |
| Syds Lieuwes Sijtsma                               | 25 juli 1922      | 17 september 1923 |
| Antoon Stapelkamp                                  | 20 november 1945  | 4 juni 1946       |
| Emile Claude Sweerts de Landas Wyborgh             | 27 december 1910  | 18 april 1911     |
| Jetze Tjalma                                       | 27 juli 1948      | 19 september 1966 |
| Pieter Tjeerdsma                                   | 11 mei 1971       | 16 september 1974 |
| Pieter Tjeerdsma                                   | 15 juni 1976      | 19 september 1977 |
| Sybren van Tuinen                                  | 16 september 1969 | 9 mei 1971        |
| Aart Anton de Veer                                 | 25 juli 1922      | 11 december 1932  |
| Simon van Velzen                                   | 17 september 1901 | 3 november 1910   |
| Koos Verdam                                        | 23 mei 1967       | 15 maart 1970     |
| Willem de Vlugt                                    | 25 juli 1922      | 4 september 1939  |
| Simon de Vries Czn.                                | 25 juli 1922      | 17 september 1923 |
| Jan-Hendrik de Waal Malefijt                       | 28 augustus 1917  | 15 september 1925 |
| Hendrik Waller                                     | 20 september 1904 | 15 september 1913 |
| Jacob Adriaan de Wilde                             | 27 juli 1948      | 14 juli 1952      |
| Jan Woltjer                                        | 17 september 1902 | 26 juni 1917      |
| Rob Woltjer                                        | 2 november 1937   | 14 juli 1952      |
| Jelle Zijlstra                                     | 25 juni 1963      | 21 november 1966  |